# Tyler Magner
Tyler Magner (Griffin, 3 de maig de 1991) és un ciclista estatunidenc professional des del 2012 i actualment a l'equip Holowesko Citadel Racing Team.

## Palmarès
- 2012
  - Vencedor d'una etapa a la Volta a la Xina I
- 2013
  - Vencedor d'una etapa a la Cascade Classic
- 2014
  - 1r a la Sea Otter Classic (circuit)
- 2015
  - Vencedor d'una etapa a la Cascade Classic
- 2016
  - 1r a la Clarendon Cup
- 2017
  - Vencedor d'una etapa al Tour de Utah